# Великата Тиква
Великата Тиква (The Great Pumpkin) е образ, който само се споменава в поредицата карикатури Фъстъци на Чарлс М. Шулц. Великата Тиква е нещо като Дядо Коледа и съществува само във въображението на Лайнъс ван Пелт. Всяка година в нощта на Хелоуин момчето седи в нива засята с тикви и чака Великата Тиква да се появи. Според Лайнъс този образ излиза от нивата с тикви, защото намира мястото за „най-искрено“. След това Великата Тиква лети в небето и носи играчки на всички добри деца по света. В една от карикатурите Лайнъс твърди, че Великата Тиква е бил виждан и от други хора, освен от него, в тиквени ниви из САЩ, ако не и по света. Всъщност Лайнъс е, ако не се брои вярата в тиквата, един от най-трезво мислещите герои в поредицата карикатури, което е в негов плюс.
Неизменен факт е, че The Great Pumpkin не се появява и униженият, но непредаващ се Лайнъс, отново чака на следващия Хелоуин.
Като цяло останалите герои във Фъстъци не вярват във Великата Тиква. Сестрата на Лайнъс, Луси, е особено засрамена от държанието на брат си на този празник.
Понякога Лайнъс успява да убеди друг герой (като Сали, Пепърминт Пати или Марси) да чакат с него Великата Тиква, но и това не протича добре. Специалният анимационен епизод Това е Великата Тиква, Чарли Браун обрисува един такъв Хелоуин, в който Сали чака с Лайнъс на тиквената нива.
Лайнъс приема мисията си да информира обществото за съществуването на Великата Тиква много сериозно. Веднъж дори поставя в опасност кампанията си по избиране за президент на ученическия съвет, като го споменава в речта си (историята от карикатурата е адаптирана за специалния анимационен епизод Не те избраха, Чарли Браун). Редовно ходи от врата на врата, за да разказва за измисления герой и е неизменно човекът от къщата да му трясне вратата. Наблягайки на важността на вярата в Великата Тиква, Лайнъс твърди, че човек не трябва да казва „Ако Великата Тиква дойде“, а „Когато Великата Тиква дойде“.
Шулц твърдял, че никога не е имал намерението Великата Тиква да бъде считан за истински от читателите на Фъстъци, просто смятал, че би било забавно някой от героите в поредицата да бърка Хелоуин с Коледа. Непоклатимата вяра на Лайнъс в непоявяващия се образ и желанието му да подтиква другите да вярват, се счита за пародия на евангелизма от някои критици. Други приемат вярата на Лайнъс като символ на борбата, която някои с различна от общоприетата вяра преживяват в среда, в която доминира една определена вяра. Както беше споменато по-горе, Шулц никога не е твърдял, че е имал друга причина за създаването на образа, освен хумористичния аспект.

## Поп култура
Има епизод на Robot Chicken от Adult Swim (програма за възрастни) по Cartoon Network, в който The Great Pumpkin наистина се появява. Той подема гуляй с убийства, като убива повечето герои, преди да бъде изяден от Kite-Eating Tree.